# Monte San Pietro
Monte San Pietro är en kommun i storstadsregionen Bologna, innan 2015 i provinsen Bologna, i regionen Emilia-Romagna i Italien. Kommunen hade 10 875 invånare (2018).